# Elezioni parlamentari a Cuba del 1956
Le elezioni parlamentari di medio termine a Cuba del 1956 si tennero il 1º novembre per eleggere la metà dei parlamentari del Senato e della Camera dei Rappresentanti.